# Рудник Голден-Сітіс
Рудник Голден-Сітіс – гірничодобувний майданчик на заході Австралії.
Рудник Голден-Сітіс охоплює кілька золоторудних покладів, зокрема, Гавана-Сува, Федерал та Джакарта. В 2001 – 2002 роках тут вела видобуток відкритим способом через кілька кар’єрів компанія Aurion Gold.
У другій половині розробку на Голден-Сітіс організувала компанія Norton Gold Fields, головним (а з 2015-го – єдиним) акціонером якої є китайська Zijin Mining Group Company Limited. У звіті за 2008/2009 фінансовий рік повідомлялось, що відпрацювання стадій 1 та 2 на кар’єрі Гавана успішно завершене і розпочаті розкривні роботи для стадії 3, на якій протягом року планувалось вилучити 1,2 млн тонн руди та 2,4 тонни золота.
Станом на кінець 2014-го запаси Федерал оцінювали у 1,9 млн тонн руди та 3,2 тонни золота, крім того, ресурси категорії показані оцінювались для Федерал у 3,8 млн тонн руди та 7 тонн золота, для Гавана у 3,8 млн тонн руди та 6 тонн золота і для Джакарта у 1,8 млн тонн руди та 2 тонни золота.
Також відомо, що в 2015-му почали видобуток відкритим способом на Гавана та Джакарата, в 2021-му запустили кар’єр на Федерал, а в 2025-му зялись за розвиток на Федерал підземного рудника.
Руду віправляють на переробку на фабрику з вилучення золота Паддінгтон, що стала центральною для групи копалень (окрім Голден-Сітіс також включала рудники Навахо-Чіф,  Гомстед-Туарт, Ентерпрайз, Джанет-Іві, Валдон).